# Otto Böckler
Pour les articles homonymes, voir Böckler.
Otto Heinrich Böckler est un écrivain et homme politique allemand, né le 23 juin 1867 à Oranienbourg et mort le 16 juin 1932 à Berlin. Membre du Parti allemand de la réforme, il siège au Reichstag de 1903 à 1907.

## Biographie
Böckler étudie à l'école-séminaire d'Oranienburg, au lycée Empereur-Guillaume d'Hanovre, au lycée Victoria de Potsdam puis aux universités de Berlin et de Magdebourg, où il étudie la géographie, l'histoire et d'autres matières apparentées.
En 1891, il devient rédacteur à la Staatsbürger-Zeitung à Berlin. Il mène le mouvement antisémite en Poméranie de 1894 à 1896. Il rédige ensuite plusieurs écrits ainsi que des pièces de théâtre patriotiques.
De 1903 à 1907, il représente au Reichstag la septième circonscription du district de Marienwerder (arrondissements de Schlochau et de Flatow (de)) pour le Parti allemand de la réforme.